# 北村匠海
北村匠海（日语：／ Kitamura Takumi，1997年11月3日—），日本男演員及歌手，星塵傳播旗下男子舞蹈搖滾樂團「DISH//」的主唱，2016年為止在團體活動時使用藝名TAKUMI。

## 生平
2013年在電影《向陽處的她》中飾演松本潤的童年時期而爆紅，傳神的演出使他一度被稱為「小松潤」。2017年和濱邊美波雙主演的電影「我想吃掉你的胰臟」中飾演不起眼的「我（志賀春樹）」一角大獲好評並以此角獲得日本電影學院獎新人賞。2019年9月20日將公開的長篇動畫電影「HELLO WORLD」中首次挑戰為動畫片配音，聲演男主角堅書直実。2021年8月16日，透過所屬樂團「DISH//」官網，公開確診新冠肺炎的消息。

## 人物
- 團體中的應援色是藍色，應援花紋是格子
- 個性被動而且怕生，不擅長和女性交談[3]。
- 興趣之一是看鯊魚的影片。並非是因為喜歡鯊魚，乃是因為對於鯊魚感到非常恐懼而喜歡看鯊魚的影片。[4]
- 喜歡攝影。20歲成年之際的2017年11月開過個人攝影展「北村匠海 20歳記念展 ーハタチワタシー」。[5][6]
- 圈中好友是新田真劍佑[7]和伊藤健太郎。2019年3月7日放送的櫻井·有吉 THE夜會中作為來賓登場，提到和新田中午的時候會一起去吃沖繩料理[8]。
- 欣賞的演員為小栗旬和強尼戴普。[9]
- 喜歡吉卜力工作室的電影，最喜歡的是天空之城。[9]
- 父親命名時有兩個候補的名字，一個是「匠海（たくみ）」，另一個則是「鯉太郎（こいたろう）」[10]，同樣為DISH//團員的矢部昌暉因此曾經稱呼北村為鯉太郎而非本名的匠海。[11]
- 在雜誌訪談中提過，覺得有命運之感的一件事是和矢部昌暉有遠房親戚關係[12]。

## 作品

### 電視劇
| 年份   | 劇名                                                 | 角色                  |
| 2008年 | 太陽與海的教室                                       | 根岸洋貴（童年）      |
| 2008年 | 女大學生會計師事件簿                                 | 柿本一麻（童年）      |
| 2009年 | 119特警隊：打火英雄                                  | コウタ                |
| 2009年 | 外事警察                                             | 住本健司 (童年)       |
| 2011年 | 鈴木老師                                             | 出水正                |
| 2012年 | Fallen Angel                                         | 相葉海                |
| 2012年 | 平清盛                                               | 近衛天皇              |
| 2012年 | 枕邊風 第11話                                        | MOTOKI                |
| 2013年 | 相棒 season11 第14話                                 | 藍沢祐介              |
| 2014年 | 信長協奏曲 第8話                                     | 森勝蔵                |
| 2015年 | 天使之刃                                             | 沢村和也              |
| 2016年 | 寬鬆世代又怎樣 第3-6、8、10話                        | 小暮静磨              |
| 2016年 | 敬仰吾師                                             | 安保圭太              |
| 2018年 | 總覺得鄰家更幸福(鄰居家的月亮比較圓)(嬌妻芳鄰問題多) | 青木朔                |
| 2019年 | 法庭女王                                             | 朝飛光太郎            |
| 2019年 | FLY! BOYS, FLY! 我們開始當空服員了                   | 早乙女薰              |
| 2020年 | 半澤直樹2 第0章 被瞄準的半澤直樹的密碼               | 黑木亮介              |
| 2020年 | FAKE MOTION                                          | 松陰久志              |
| 2020年 | 丟掉吧，安達小姐。                                   |                       |
| 2020年 | 錢的盡頭是愛情的開始                                 | 板垣純                |
| 2021年 | 虹色病歷簿                                           | 蒼山太陽              |
| 2021年 | Night Doctor                                         | 櫻庭瞬                |
| 2022年 | 勿說是推理                                           | 辻浩増                |
| 2022年 | 名偵探Stay Homes                                     | 相田アタル            |
| 2023年 | 星降的夜晚                                           | 柊一星（主角）        |
| 2023年 | 獻給國王的無名指 第3話、第8話、最終話                | 櫻庭新 / 櫻庭新的父親 |
| 2023年 | 風間公親－教場0－                                    | 遠野章宏              |
| 2023年 | 幽遊白書                                             | 浦饭幽助（主角）      |
| 2024年 | ANTI HERO                                            | 赤峰柊斗              |
| 2025年 | 紅豆麵包                                             | 柳井嵩                |

### 電影
| 年份   | 劇名                                | 角色                 |
| 2008年 | 跳水男孩                            | 富士谷要一（童年）   |
| 2008年 | 和豬豬一起上課的日子                |                      |
| 2009年 | 重力小丑                            | 奥野春（童年）       |
| 2009年 | TAJOMARU                            | 畠山直光(童年)       |
| 2009年 | 不沉的太陽                          | 恩地克己(童年)       |
| 2010年 | 終有一天                            | 喜志巧（童年）       |
| 2011年 | 忍者亂太郎                          | 田村三木衛門         |
| 2012年 | 空色物語「ニケとかたつむり」 第11話 | MOTOKI               |
| 2013年 | 鈴木老師                            | 出水正               |
| 2013年 | 向陽處的她                          | 奥田浩介（中學時代） |
| 2016年 | 水手服與機關槍-畢業-                | 周平                 |
| 2016年 | 韓國電影《奇怪的她》日本版          | 瀬山翼               |
| 2016年 | 失序男孩                            | 健二                 |
| 2017年 | 我想吃掉你的胰臟                    | 「我」志賀春樹       |
| 2017年 | 戀愛與謊言                          | 司馬優翔             |
| 2017年 | 被愛妄想症                          | 一（一宮）           |
| 2018年 | 原本以為只是手機掉了                | 學生                 |
| 2018年 | OVER DRIVE                          | 新海彰               |
| 2018年 | 等待春天的我們                      | 浅倉永久             |
| 2018年 | 十二個想死的少年                    | 九號 信男            |
| 2019年 | 妳在月夜裡閃耀光輝                  | 岡田卓也             |
| 2019年 | 踏影而行                            | 真壁啓二             |
| 2020年 | 說再見前的30分鐘                    | 窪田颯太             |
| 2020年 | 交錯的想念                          | 山本理央             |
| 2020年 | 炸豬排DJ揚太郎                      | 勝又揚太郎           |
| 2020年 | 櫻                                  | 長谷川薫             |
| 2020年 | Under Dog(敗犬拳王)                 | 大村龍太             |
| 2021年 | 破碎的瞬間                          | 真っ赤な嵐           |
| 2021年 | 東京復仇者                          | 花垣武道             |
| 2021年 | 黎明的年輕人們                      | 我                   |
| 2021年 | 鳶                                  | 市川旭               |
| 2023年 | Scroll（ハルジオン）                | 我                   |
| 2023年 | 東京復仇者2 血腥萬聖節篇 -命運-     | 花垣武道             |
| 2023年 | 東京復仇者2 血腥萬聖節篇 -決戰-     | 花垣武道             |
| 2023年 | 法廷遊戯                            | 結城馨               |

### 動畫電影
| 年份   | 劇名                     | 角色     |
| 2019年 | HELLO WORLD              | 堅書直実 |
| 2019年 | 我們的7日戰爭            | 鈴原守   |
| 2020年 | 交錯的想念               | 男學生   |
| 2022年 | 鏡之孤城                 | 理音     |
| 2024年 | 蠟筆小新：我們的恐龍日記 | 比利     |

### 音樂錄影帶
- 100s「世界のフラワーロード」（2009年）
- RADWIMPS「携帯電話」（2010年）
- 自由音樂「IT'S MY 勇気」（2011年）
- 山下達郎「光と君へのレクイエム」（2013年）
- OKAMOTO'S 「Dancing Boy」（2019年）

### 廣告
- HONDA 低床・低重心ミニバン-低床の世界篇-（2007年）
- 進研ゼミ中学講座（2011年）
- JR SKI SKI（2016年）
- radiko.jp（2016年）
- シーブリーズ ダンス部先輩- 匠海役（2017年）
- 大塚製薬 カロリーメイト「一歩を信じる」篇（2017年）
- JT企業広告「想うた」篇（2018年）
- ミニストップ「ハロハロ」（2018年7月 - ）
- SoftBank「ギガ国物語」（2019年）[16]
- カンロ「ピュレグミ」（2019年2月 - ） - 為主演電影「妳在月夜裡閃耀光輝」之合作廣告CM[17]。

### 形象大使
- 幻冬社文庫 2018年形象大使「今日、出掛けるの、やめない?」。
- 集英社文庫 2019年夏季博覽會「ナツイチ（页面存档备份，存于）」宣傳形象大使[18]。
- Tommy Hilfiger 2021秋季男裝形象大使(首為日本人) [19] [20]

### DVD戲劇
- 本当は怖い童謡VOL.1 あめふり（2008年）主演・コウタ

### 個人寫真集
- Ü ＆ Í （2019年9月26日發售，角川）[21][22][23]

## 外部連結
- 北村匠海官方網站
- 北村匠海的Instagram帳戶